# Laveyron
Laveyron – miejscowość i gmina we Francji, w regionie Owernia-Rodan-Alpy, w departamencie Drôme.
Według danych na rok 1990 gminę zamieszkiwało 795 osób, a gęstość zaludnienia wynosiła 149 osób/km² (wśród 2880 gmin regionu Rodan-Alpy Laveyron plasuje się na 908. miejscu pod względem liczby ludności, natomiast pod względem powierzchni na miejscu 1490.).